# Au cœur de la tempête (téléfilm, 2014)
Pour les articles homonymes, voir Au cœur de la tempête et La Tempête.
Au cœur de la tempête (Category 5) est un téléfilm américain réalisé par Rob King et diffusé en 2014.

## Synopsis
29 août 2005 : Victoria perd ses parents dans la tempête Katrina. Neuf ans plus tard, elle étudie les phénomènes météorologiques et le journalisme dans le but d'aider les populations face à ces catastrophes. Lorsqu'elle détecte avant tout le monde le potentiel destructeur de la tempête Caroline, elle décide de se rendre sur la côté du Mississippi pour jouer les reporters spéciaux mais aussi convaincre son grand-père de quitter sa maison...

## Fiche technique
- Titre original : Category 5
- Réalisateur : Rob King
- Scénario : E.M. McCoy
- Musique : Kennard Ramsey
- Pays d'origine :  États-Unis
- Langue originale : anglais
- Durée : 85 minutes
- Date de diffusion :
  -  France : 21 mai 2014 sur M6

## Distribution
- C. Thomas Howell (VF : Serge Faliu) : Charlie DuPuis
- Chelsea Kane (VF : Camille Donda) : Victoria
- Burt Reynolds (VF : José Luccioni) : Pops
- Lisa Sheridan (VF : Sybille Tureau) : Ellie DuPuis
- Yani Gellman (VF : Pascal Nowak) : Pete Keller
- "Magic" Matt Alan : Michael Scott Shannon
- Matthew Boylan (VF : Emmanuel Karsen) : Danny DuPuis
- Nicholas Duncan (VF : Hervé Grull) : Ethan
- Ana Maria Estrada : Joanna
- Ali Mueller (VF : Marie Tirmont) : Julia
- Juliet Reeves (VF : Delphine Braillon) : Mary Dupuis
- Michael Papajohn (VF : Hervé Lacroix) : le professeur Brown
- Taylor Spreitler : Victoria jeune

Source et légende : Version française (V. F.) sur RS Doublage